# Dance with The Shadows
Dance with The Shadows è un album del gruppo musicale britannico The Shadows, pubblicato dall'etichetta discografica Columbia Graphophone/EMI nel 1964.
Il disco è prodotto da Norrie Paramor.

## Tracce

### Lato A
1. Chattanooga Choo Choo
2. Blue Shadows
3. Fandango
4. Tonight
5. That's the Way It Goes
6. Big "B"
7. In the Mood

### Lato B
1. Lonely Bull (El Solo Toro)
2. Dakota
3. French Dressing
4. The High and the Mighty
5. Don't It Make You Feel Good
6. Zambesi
7. Temptation